# Glux-en-Glenne
Glux-en-Glenne – miejscowość i gmina we Francji, w regionie Burgundia-Franche-Comté, w departamencie Nièvre.
Według danych na rok 1990 gminę zamieszkiwało 114 osób, a gęstość zaludnienia wynosiła 5 osób/km² (wśród 2044 gmin Burgundii Glux-en-Glenne plasuje się na 796. miejscu pod względem liczby ludności, natomiast pod względem powierzchni na miejscu 348.).